# NGC 1020
NGC 1020 est une galaxie lenticulaire vue par la tranche et située dans la constellation de la Baleine. NGC 1020 a été découverte par l'astronome allemand Albert Marth en 1865.

## Caractéristiques
Sa vitesse par rapport au fond diffus cosmologique est de 6 853 ± 28 km/s, ce qui correspond à une distance de Hubble de 101,1 ± 7,1 Mpc (∼330 millions d'al).